# Campeonato Paranaense de Futebol de 2022 - Segunda Divisão
A Segunda Divisão do Campeonato Paranaense de Futebol 2022, foi a 58ª edição da competição, contou com a participação de 10 clubes. Sua organização foi de competência da Federação Paranaense de Futebol.
Foram disponibilizadas duas vagas à Primeira Divisão de 2023, já os dois clubes que terminaram a primeira fase nas duas últimas posições foram automaticamente rebaixados à Terceira Divisão de 2023.

## Regulamento
Como nas edições anteriores, o Paranaense Segunda Divisão contará com 3 fases:
- Primeira Fase: As equipes se enfrentaram em turno único, em nove rodadas. Os quatro melhores avançam para as semifinais, enquanto os dois últimos colocados descendem para a Terceira Divisão.
- Segunda Fase (Semifinais): O 1º Colocado do grupo enfrentará  o 4º Colocado, e o 2º enfrentará o 3º Colocado respectivamente, em partida de ida e volta, as duas equipes vencedoras passarão para a Terceira fase (Final) e conquistarão o acesso à Primeira Divisão.
- Terceira Fase (Final): Em partida de ida e volta será conhecido o campeão de 2022.

### Critérios de desempate
1. Maior número de vitórias;
2. Maior saldo de gols
3. Maior número de gols a favor;
4. Menor número de cartões vermelhos;
5. Menor número de cartões amarelos;
6. Sorteio.

## Equipes participantes
- O Esporte Clube Laranja Mecânica conquistou o acesso a vaga à segunda divisão após suspensão do Cascavel CR.[2]

## Primeira Fase

### Classificação
| Pos | Equipes          | Pts | J | V | E | D | GP | GC | SG | %  | Classificação ou rebaixamento                     |
| --- | ---------------- | --- | - | - | - | - | -- | -- | -- | -- | ------------------------------------------------- |
| 1   | Aruko            | 19  | 9 | 6 | 1 | 2 | 16 | 8  | +8 | 70 | Zona de classificação para a Semifinal            |
| 2   | Andraus          | 17  | 9 | 5 | 2 | 2 | 8  | 4  | +4 | 63 | Zona de classificação para a Semifinal            |
| 3   | Foz do Iguaçu    | 15  | 9 | 4 | 3 | 2 | 10 | 7  | +3 | 56 | Zona de classificação para a Semifinal            |
| 4   | PSTC             | 14  | 9 | 4 | 2 | 3 | 9  | 10 | –1 | 52 | Zona de classificação para a Semifinal            |
| 5   | Iguaçu           | 14  | 9 | 3 | 5 | 1 | 8  | 7  | +1 | 52 | Eliminados na Primeira Fase                       |
| 6   | Laranja Mecânica | 12  | 9 | 3 | 3 | 3 | 7  | 6  | +1 | 44 | Eliminados na Primeira Fase                       |
| 7   | Toledo           | 10  | 9 | 2 | 4 | 3 | 9  | 10 | –1 | 37 | Eliminados na Primeira Fase                       |
| 8   | Apucarana Sports | 9   | 9 | 2 | 3 | 4 | 4  | 5  | –1 | 33 | Eliminados na Primeira Fase                       |
| 9   | Verê             | 8   | 9 | 2 | 2 | 5 | 4  | 11 | –7 | 30 | Zona de rebaixamento para a Terceira Divisão 2023 |
| 10  | Prudentópolis    | 4   | 9 | 1 | 1 | 7 | 6  | 13 | –7 | 15 | Zona de rebaixamento para a Terceira Divisão 2023 |

### Confrontos
Para ler a tabela, a linha horizontal representa os jogos da equipe como mandante. A coluna vertical indica os jogos da equipe como visitante.
|  |                     |  |        |  |                      |
|  | Vitória do Mandante |  | Empate |  | Vitória do Visitante |

### Desempenho por rodada
Clubes que lideraram ao final de cada rodada:
| Rodadas | Rodadas | Rodadas | Rodadas | Rodadas | Rodadas | Rodadas | Rodadas | Rodadas | Rodadas |
| ------- | ------- | ------- | ------- | ------- | ------- | ------- | ------- | ------- | ------- |
| 1       | 2       | 3       | 4       | 5       | 6       | 7       | 8       | 9       |         |
| PRU     | AND     | TOL     | TOL     | TOL     | ARU     | ARU     | ARU     | ARU     |         |

Clubes que ficaram na última posição ao final de cada rodada:
| Rodadas | Rodadas | Rodadas | Rodadas | Rodadas | Rodadas | Rodadas | Rodadas | Rodadas | Rodadas |
| ------- | ------- | ------- | ------- | ------- | ------- | ------- | ------- | ------- | ------- |
| 1       | 2       | 3       | 4       | 5       | 6       | 7       | 8       | 9       |         |
| PSTC    | PSTC    | PSTC    | PRU     | PRU     | PRU     | PRU     | PRU     | PRU     |         |

## Fase Final
Em itálico, as equipes que possuem o mando de campo no primeiro jogo do confronto e em negrito as equipes classificadas.
|  | Semifinais    | Semifinais    | Semifinais | Semifinais |   |       | Final | Final | Final | Final |
|  |               |               |            |            |   |       |       |       |       |       |
|  | Aruko         | 1             | 2          | 3          |   |       |       |       |       |       |
|  | PSTC          | 0             | 1          | 1          |   |       |       |       |       |       |
|  | PSTC          | 0             | 1          | 1          |   | Aruko | 3     | 0     | 3     |       |
|  |               |               |            |            |   | Aruko | 3     | 0     | 3     |       |
|  |               | Foz do Iguaçu | 3          | 1          | 4 |       |       |       |       |       |
|  | Andraus       | Foz do Iguaçu | 3          | 1          | 4 | 1     | 0     | 1 (3) |       |       |
|  | Andraus       |               |            |            |   | 1     | 0     | 1 (3) |       |       |
|  | Foz do Iguaçu | 0             | 1          | 1 (5)      |   |       |       |       |       |       |

## Premiação
| Segunda Divisão 2022              |
| --------------------------------- |
| Foz do Iguaçu Campeão (1º título) |